# مفاعل لوسنس
مفاعل لوسنس هو مفاعل نووي تجريبي صغير في لوسنس، في فود، في سويسرا، وقد دُمِّرَ المفاعل بسبب حادث في عام 1969.

## نبذة عن إنشاء المفاعل
في عام 1962 بدأ بناء محطة للطاقة النووية التجريبية بتصميم سويسري. وقد صُنِع مفاعل تبريد لغاز ثاني أكسيد الكربون في الماء الثقيل في كهف تحت الأرض حيث إن مفاعل التبريد تحت الإشراف، وكان المُفاعل يُنتِج 30 ميجا واط من الحرارة والذي كان يستخدم لتوليد 8.3 ميجا واط من الكهرباء. وأصبح المُفاعل بالغ الأهمية في عام 1966، وتم الاستغناء الكلي عن هذه المحطة في عام 1988.

## نبذة عن عمل المفاعل
كان المفاعل يحتوي على اليورانيوم المخصب بنسبة 0.96٪ المخلوط مع الكروم في سبائك مغنيسيوم (والتي يوجد بها مغنيسيوم مع 0.6٪ زركونيوم) والتي تُدرَج في مصفوفة جرافيت، وكان يتم ضخ غاز ثاني أكسيد الكربون في الجزء العلوي من القنوات في ضغط 6.28 ميجا باسكال ودرجة حرارة 223 درجة مئوية، ويخرج الغاز من القنوات في ضغط 5.79 ميجا باسكال وعند درجة حرارة 378 درجة مئوية.

## الحادث
كان الغرض من المفاعل العمل حتى نهاية عام 1969، ولكن أثناء بدء التشغيل في 21 يناير عام 1969، تعرض لحادث بسبب فقد سائل التبريد، مما أدى إلى انهيار الجزئية الأساسية والتلوث الإشعاعي الضخم في الكهف، وقد تم حصر التلوث هناك وحجره. وقد تسبب الحادث في تكثيف الماء ليتشكل على هيئة بعض مكونات وقود سبائك المغنيسيوم أثناء إيقاف التشغيل ما أدى لتآكلهم. وبعض منتجات التآكل تراكمت في بعض قنوات الوقود الرأسية. وإحدى الـ73 قناة أُغلِقَت بشكل كاف لإعاقة تدفق سائل تبريد ثاني أكسيد الكربون بحيث انصهرَت كسوة سبائك المغنيسيوم والذي زاد غلق القناة. الزيادة في درجة الحرارة وانكشاف وقود معدن اليورانيوم إلى سائل التبريد تسبب في نهاية المطاف لاشتعال سائل التبريد في الغلاف الجوي. إن أنبوب الضغط فام بشق قناة الوقود بسبب ارتفاع درجة الحرارة والذي سبَّبَ حرق الوقود، وسائل التبريد الذي تسرب من المفاعل.

## الإصابات البشرية وردود الفعل
لم يُصب أي من العمال أو السكان بالإشعاع، مع أن الكهف كان يحتوي على مفاعل ملوث بشكل خطير. وقد تم تطهير الكهف وتفكيك المفاعل خلال السنوات القليلة التي تلَت الحادث. وقُيِّم الحادث بـ5 حسب المقياس الدولي للحوادث النووية.